# Kopanina (Pražská plošina)
Kopanina (393 m n. m.) je plochý kopec a vrcholová kóta, která je jedním z nejvyšších míst v Praze, někdy uváděna i jako vůbec nejvyšší bod Prahy. Na státních mapách ovšem vrcholová kóta pojmenována není.

## Poloha
Vrchol se podle plánu města z Kartografie Praha nachází na nezastavěné pláni v katastrálním území Stodůlky, v těsné blízkosti hranice Třebonic, jižně od Rozvadovské spojky a přilehlého objektu vodáren, východně od obchodní zóny Avion Shopping Park (Tesco a IKEA) marketingově přičítané ke Zličínu.
Na jižní pláni kopce se začalo v roce 2007 budovat Západní Město, jihovýchodně od vrcholu poblíž vodárny byla postavena vilová zástavba.

## Nejvyšší bod Prahy?
S výškou 393 m n. m. nejde o nejvyšší bod Prahy, podle Pražské informační služby se výše položená místa nacházejí na území Sobína (Teleček, 399 m n. m.) i Zličína (395 m n. m.).
Obě zmíněné výšky jsou ale na rozdíl od Kopaniny jen body na pozvolna klesajícím východoseverovýchodním hřebínku, jehož nejvyšší vrchol Růžová (410 m n. m.) leží severně od Rudné, tj. za hranicí Prahy. Kopanina je tedy nejvyšším pražským kopcem, resp. vrcholem.